# ترشیش

ترشیش (عبری: תַּרְשִׁישׁ‎) عبارتی است که با معانی گوناگون، به ویژه نام یک منطقه جغرافیایی، در تنخ به کار رفته‌است. این منطقه فاصله زیادی با اسرائیل و فنیقیه داشت و از آن در کتیبه‌های آشوری و فنیقی نیز یاد شده‌است. مکان دقیق ترشیش حتی در دوران باستان نیز مشخص نبوده‌است و در دو هزار سال اخیر حدس‌ها و افسانه‌ها درباره آن رواج داشته‌است.

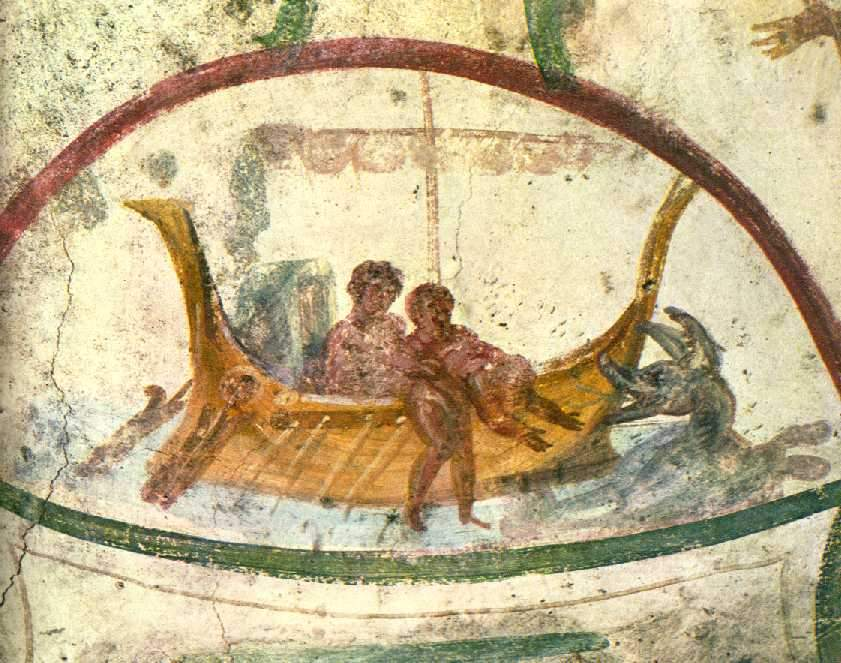
ترشیش